# Víktor Máigurov
Víktor Víktorovich Máigurov –en ruso, Виктор Викторович Майгуров– (Severouralsk, 7 de febrero de 1969) es un deportista ruso que compitió en biatlón.
Participó en tres Juegos Olímpicos de Invierno, entre los años 1994 y 2002, obteniendo dos medallas de bronce: una en Nagano 1998 y la otra en Salt Lake City 2002. Ganó ocho medallas en el Campeonato Mundial de Biatlón entre los años 1996 y 2003, y una medalla de oro en el Campeonato Europeo de Biatlón de 1996.

## Palmarés internacional
| Juegos Olímpicos   | Juegos Olímpicos                | Juegos Olímpicos  | Juegos Olímpicos |
| Año                | Lugar                           | Medalla           | Prueba           |
| ------------------ | ------------------------------- | ----------------- | ---------------- |
| 1998               | Nagano (Japón)                  | Medalla de bronce | Relevos          |
| 2002               | Salt Lake City (Estados Unidos) | Medalla de bronce | Individual       |
| Campeonato Mundial |                                 |                   |                  |
| Año                | Lugar                           | Medalla           | Prueba           |
| 1996               | Ruhpolding (Alemania)           | Medalla de oro    | Relevos          |
| 1996               | Ruhpolding (Alemania)           | Medalla de plata  | Individual       |
| 1996               | Ruhpolding (Alemania)           | Medalla de plata  | Equipo           |
| 1997               | Osrblie (Eslovaquia)            | Medalla de oro    | Persecución      |
| 1998               | Hochfilzen (Austria)            | Medalla de bronce | Equipo           |
| 1999               | Kontiolahti (Finlandia)         | Medalla de plata  | Relevos          |
| 2000               | Oslo (Noruega)                  | Medalla de oro    | Relevos          |
| 2003               | Janty-Mansisk (Rusia)           | Medalla de plata  | Relevos          |
| Campeonato Europeo |                                 |                   |                  |
| Año                | Lugar                           | Medalla           | Prueba           |
| 1996               | Val Ridanna (Italia)            | Medalla de oro    | Relevos          |